# Щеґліно
Щеґліно (пол. Szczeglino) — село в Польщі, у гміні Сянув Кошалінського повіту Західнопоморського воєводства.
Населення — 348 осіб (2011).

## Демографія
Демографічна структура станом на 31 березня 2011 року:
|          | Загалом | Допрацездатний вік | Працездатний вік | Постпрацездатний вік |
| -------- | ------- | ------------------ | ---------------- | -------------------- |
| Чоловіки | 171     | 45                 | 120              | 6                    |
| Жінки    | 177     | 44                 | 109              | 24                   |
| Разом    | 348     | 89                 | 229              | 30                   |